# Sainte-Cécile (Vendée)
 Sainte-Cécile  es una población y comuna francesa, en la región de Países del Loira, departamento de Vendée, en el distrito de La Roche-sur-Yon y cantón de Les Essarts.

## Demografía
| 1338 | 1232 | 1159 | 1180 | 1179 | 1219 | 1481 | 1533 | 1605 |
| Para los censos de 1962 a 1999 la población legal corresponde a la población sin duplicidades (Fuente: INSEE [Consultar]) |      |      |      |      |      |      |      |      |